# Kapitozauridy
Kapitozauridy (Capitosauridae) – wyróżniana przez część autorów rodzina wymarłych płazów z rzędu temnospondyli.
Rodzina została wyróżniona w 1919 roku przez Davida Watsona, który zaliczył do niej rodzaje Capitosaurus i Cyclotosaurus; w rozumieniu autora do rodzaju Capitosaurus poza gatunkiem typowym C. arenaceus (którego holotyp pozbawiony jest cech diagnostycznych) należały też gatunki obecnie zaliczane do rodzaju Parotosuchus. Welles i Cosgriff (1965) zaliczyli do Capitosauridae rodzaje Cyclotosaurus, "Parotosaurus" (= Parotosuchus), Paracyclotosaurus i Kestrosaurus; Szyszkin, Nowikow i Gubin (2000) zaliczyli do rodziny także rodzaje Wetlugasaurus i Eryosuchus.
Schoch (2000) stwierdził, że rodzaje tradycyjnie zaliczane do Capitosauridae nie tworzą kladu, do którego nie należałyby również rodzaje Eocyclotosaurus i Mastodonsaurus; na tej podstawie włączył te rodzaje do Capitosauridae. Także z analizy filogenetycznej przeprowadzonej przez Damianiego (2001) wynika, że Cyclotosaurus, Paracyclotosaurus i Parotosuchus nie tworzą kladu, do którego nie należałby Mastodonsaurus. Damiani zwrócił jednak uwagę, że Richard Lydekker już w 1885 r. wyróżnił rodzinę Mastodonsauridae dla rodzaju Mastodonsaurus; jeśli zatem klasyfikować ten rodzaj i rodzaje tradycyjnie do Capitosauridae w jednej rodzinie, to jej prawidłową nazwą byłaby właśnie nazwa Mastodonsauridae jako starszy synonim Capitosauridae. Schoch i Milner (2000) w swojej klasyfikacji stereospondyli w ogóle nie wyróżniali rodziny Capitosauridae, wyróżniając w jej miejsce odrębne rodziny Parotosuchidae, Eryosuchidae, Paracyclotosauridae i Cyclotosauridae. Późniejsze analizy filogenetyczne Schocha (2008) oraz Fortuny'ego, Galobarta i De Santistebana (2011) potwierdziły, że Cyclotosaurus, Parotosuchus i Paracyclotosaurus nie tworzą kladu, do którego nie należałby również Mastodonsaurus; autorzy tych publikacji nie wyróżniali rodziny Capitosauridae.
Natomiast Tomasz Sulej i Grzegorz Niedźwiedzki (2013) wyróżnili rodzinę Capitosauridae; w przyjętej przez autorów klasyfikacji rodzina Capitosauridae jest synonimem grupy Mastodonsauroidea w jej rozumieniu zaproponowanym przez Damianiego (2001). Damiani (2001) zdefiniował Mastodonsauroidea jako klad obejmujący ostatniego wspólnego przodka rodzajów Benthosuchus, Mastodonsaurus i Eocyclotosaurus. Z jego analizy filogenetycznej wynika, że do tak rozumianych Mastodonsauroidea należały rodzaje: Benthosuchus, Odenwaldia, Eocyclotosaurus, Wetlugasaurus, Watsonisuchus, Parotosuchus, Cherninia, Eryosuchus, Paracyclotosaurus, Stenotosaurus, Wellesaurus, Mastodonsaurus, Tatrasuchus i Cyclotosaurus. Z analizy Schocha (2008) wynika jednak przynależność Benthosuchus do trematozaurów, co w razie potwierdzenia oznaczałoby, że Mastodonsauroidea sensu Damiani (2001) obejmowały również trematozaury; autor w swojej klasyfikacji nie wyróżnia grupy Mastodonsauroidea. Sulej i Niedźwiedzki (2013) jako wczesnotriasowych przedstawicieli Capitosauridae/Mastodonsauroidea sklasyfikowali rodzaje Wetlugasaurus, Rewanobatrachus, Edingerella, Deltacephalus i Parotosuchus.
Występowały od wczesnego do późnego triasu na terenach dzisiejszej Rosji, Polski, Niemiec, Australii i w Afryce Południowej.
Zaliczane do grupy płazy były dużymi wodnymi czworonogami pospolitymi przez dużą część triasu. Różne gatunki różnią się proporcjami pyska, rzeźbą czaszki i stopniem zamknięcia wycięcia usznego (prawdopodobnie otaczającego błonę bębenkową).

## Filogeneza
```
Stereospondyli

 |--
Rhinesuchidae

 |  |--
Rhinesuchus

 |  |--
Laccocephalus

 |  |--
Uranocentrodon

 |  `--
Broomistega

 `--+--
Capitosauria

    |  |--
Lydekkerinidae

    |  `--+--
Mastodonsaurus

    |     `--
Capitosauridae

    `--
Trematosauria

       |--
Trematosauroidea

       `--+--
Metoposauroidea

          `--+--
Plagiosauroidea

             `--+--
Rhytidosteidae

                `--
Brachyopoidea
```